# スワラージ

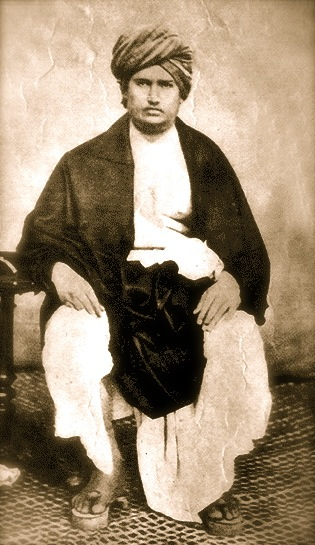
スワーミー・ダーヤーナンダ

スワラージ（ヒンディー語: स्वराज。「スワ」は「自己の」、「ラージ」は「支配」を意味する）は、一般的に自治または「自己支配」を意味し、導師スワーミー・ダーヤーナンダや後にマハトマ・ガンディーによって「内政自治」と同義語として使われたが、通常はガンディーが提唱した外国の支配からのインド独立の概念を指す言葉である。スワラージャともいわれる。スワラージは、階層的な政府による統治ではなく、個人やコミュニティの構築による自治を重視し、政治的分権化を焦点としている。これはイギリスが採用していた政治的、社会的システムへの反発であり、ガンディーのスワラージの概念は、英国の政治、経済、官僚、法律、軍事、および教育機関をインドが破棄することを提唱するものであった。S.サティヤムルティ、チッタランジャン・ダス、モーティーラール・ネルーは、インドの議会制民主主義の基礎を築いた、対照的なスワラジストのグループの一部であった。
スワラージの概念をインドで完全に実現するというガンディーの目的の達成には至らなかったのの、彼がそのために設立した自主的活動組織は、以降インド各地で展開された、人々の運動、自主的組織、およびいくつかの非政府組織の先駆けとなった。ジャヤプラカシュ・ナラヤンが主導した地方政府や中央政府の抑圧に反対する学生運動や、インド全土の土地改革法の要求を先取りし、最終的にインドが土地保有や社会組織のザミーンダール制度を廃止するきっかけとなったブーダン運動も、スワラージの思想に触発されたものである。

## 近現代以前の用例
17世紀後半にマラーター王国の建国者、シヴァージーが、「スワラージ」（スワラージャ）という単語を既に用いていたとされ、当時は、ムガル帝国から独立したヒンドゥー教国家の創立を意味していた。

## 重要な概念
アーリヤ・サマージの創設者でありヒンドゥー教の改革者としても知られる、スワーミー・ダーヤーナンダは、「スワラージ」を「自己統治」または「民主主義」と定義した。スワミは「神は人間を自由に創造し、どんな仕事でも選択できるようにした」という前提に立ち、イギリスによる植民地支配の正当性を問うたのである。スワミにとって、スワラージこそがインド独立運動の基礎であった。
スワラージは国家のない社会を当然のこととする。ガンディーは、国家が人々に与える全体的な影響は有害であると唱え、国家を最終的には人類に最大の害を及ぼすものとして、「魂のない機械」と呼んだ。国家の目的は人々に奉仕する道具たることであるが、国家を人々に奉仕する適切な手段に形作るという名目で、国家が市民の権利を放棄し、それ自体に壮大な保護者の役割を主張し、彼らに卑劣な黙認を要求することをガンディーは恐れたのである。これでは、市民が国家から疎外され、同時に国家に隷属させられるという逆説的な状況を生み出し、ガンディーにとってそれは堕落を招く危険なものである。南アフリカやインドで議会や指導者らと関わりは、かえってガンディーに英国型議会制民主主義に対する疑念を与えた。
「スワラージ」という言葉は自治を意味するが、ガンディーはそれを「個人レベルでは、スワラージは冷静な自己評価、絶え間ない自己浄化、そして成長する自己責任の能力と密接に関係している」と、生活のすべての領域を包含する統合的な革命という内容にした 。政治的には、スワラージは自治であり善政ではない（ガンディーにとって、善政は自治に代わるものではない）。それは、外国政府であろうと自国政府であろうと、政府の管理から独立するための継続的な努力を意味する。言い換えれば、それは純粋な道徳的権威に基づく人々の主権である。経済的には、スワラージは苦難の中にある何百万人もの人々が完全な経済的自由を獲得することを意味する。そして、その本当の意味で、スワラージはすべての拘束からの自由以上のものであり、それは自治・自制であり、解脱あるいは救済と同等の意味を持ちうる。
スワラージを採用するということは、国家機構がほとんど存在せず、実権が直接人々の手に渡るようなシステムを導入することを意味する。ガンディーは、「権力は人々の中にあり、彼らはいつでもそれを使うことができる」と述べた。この哲学は個人に内在するものであり、自身の主人であること、さらにそれを自らが依拠するコミュニティのレベルまで広げていくことをそれぞれが分かる必要がある。ガンディーは次のように述べている。「このような（スワラージが達成された）状態では、誰もが自分の支配者である。彼は隣人の邪魔にならないように自分を支配している」 。そして、その基本理念をこうまとめた。「自分自身を支配することを学んだとき、それがスワラージである」

ガンディーは1946年に次のようにビジョンを語っている: 
自立は底辺から始まる…すべての村が自立し、自分のことは自分で管理できるような社会を築かなければならない…外部からの攻撃に対して自分たちを守るため、滅びへの訓練を受け、準備をしなければならない…これは、隣国や世界からの依存や進んだ援助を排除するものではない。それは自由で自発的な相互の力の発揮である…無数の村で構成されたこの構造は、どんどん広がっていきながらも、決して上に伸びない円となる。成長は、頂点を底辺で支えるピラミッドになるのではなく、個人を中心とした大海原の円になるであろう。したがって、一番外側の円周は、内側の円周を押しつぶすような力を発揮するのではなく、内側にあるすべてのものに力を与え、そこから自らの力を引き出すことになる。—
ガンディーは、インドでそのようなユートピア的なビジョンを実行するという課題に臆することはなかった。彼は、十分な個人とコミュニティを変革することによって、社会全体が変わると信じていた。彼は次のように述べている。「これはすべてユートピア的であり、一考の価値もないという反論を受けるかもしれないが…完全に実現されたことはないが、インドは真の姿で生きるようにしよう。欲するものを手に入れるためには、私たちはそれを適切に把握する必要がある」 

## ガンディー以後
ガンディーの暗殺後、ヴィノバ・バーベは、スワラージという目標を達成することを最終目的として、全国レベルでサルヴァ・セーヴァ・サングを、地域レベルでサルボディア・マンダルを結成し、総合的な農村での奉仕活動を行った。インドの社会経済的、政治的な革命のための2つの主要な非暴力運動、すなわちヴィノバ・バーヴェが主導したブーダン運動と、ジャヤプラカーシュ・ナラヤンが主導した全体革命運動(サムプルナ・クラニティ)は、実際にはスワラージの思想のもとに形成されたのである。
ガンディーは、階級も国籍もない直接民主主義体制を望んでいたが、彼のスワラージのモデルは、インド政府によってほとんど放棄された。
さらに、現代のインドは、英語の普及、コモン・ロー、工業化、自由民主主義、軍事組織、官僚主義など、英国（および西洋）の影響力の多くの側面が維持されている。

## 現代
アーム・アードミ党は、ガンディーが提唱したスワラージの概念をもって今日の統治システムを変えることにより人々に力を与えることを目指し、2012年後半に、アルヴィンド・ケジリワルとかつての腐敗防止運動の活動家によって設立された。